# Bernard Bychovskij
Bernard Emmanuilovič Bychovskij (rusky Берна́рд Эммануи́лович Быхо́вский; 12. září 1901 v Babrujsku – 21. července 1980) byl sovětský filozof, historik filozofie, vysokoškolský pedagog, doktor filozofických věd (1941). V letech druhé světové války pracoval ve Filozofickém ústavu Akademie věd SSSR.

## Vyznamenání
- Stalinova cena za učebnici Dějiny filosofie[1]

## Publikace
- Современная буржуазная философия. — М.: Издательство Московского университета, 1972.

### Česká vydání
- BYCHOVSKIJ, B. E. Francouzský existencialismus. In: BOGOMOLOV, A. S.; MELVIL, J. K.; NARSKIJ, I. S. Současná buržoazní filozofie. 1. vyd. Praha: Svoboda, 1978. S. 503–531.
- BYCHOVSKIJ, B. E. Novotomismus. In: BOGOMOLOV, A. S.; MELVIL, J. K.; NARSKIJ, I. S. Současná buržoazní filozofie. 1. vyd. Praha: Svoboda, 1978. S. 532–564.